# Municipio de Attica (Kansas)
El municipio de Attica (en inglés: Attica Township) es un municipio ubicado en el condado de Sedgwick en el estado estadounidense de Kansas. En el año 2010 tenía una población de 6725 habitantes y una densidad poblacional de 90,92 personas por km².

## Geografía
El municipio de Attica se encuentra ubicado en las coordenadas 37°41′52″N 97°32′42″O / 37.69778, -97.54500. Según la Oficina del Censo de los Estados Unidos, el municipio tiene una superficie total de 73.97 km², de la cual 73,61 km² corresponden a tierra firme y (0,48 %) 0,36 km² es agua.

## Demografía
Según el censo de 2010, había 6725 personas residiendo en el municipio de Attica. La densidad de población era de 90,92 hab./km². De los 6725 habitantes, el municipio de Attica estaba compuesto por el 92,79 % blancos, el 0,76 % eran afroamericanos, el 0,74 % eran amerindios, el 0,95 % eran asiáticos, el 2,05 % eran de otras razas y el 2,71 % eran de una mezcla de razas. Del total de la población el 5,47 % eran hispanos o latinos de cualquier raza.